# Давтян, Яков Христофорович
Я́ков Христофо́рович Давтя́н (Давы́дов) (10 октября 1888, с. Верин Агулис, Эриванская губерния, Российская империя (впоследствии — Нахичеванская Автономная Республика) — 28 июля 1938, расстрельный полигон «Коммунарка», Московская область, РСФСР, СССР) — российский и советский революционер, деятель советских спецслужб, дипломат.

## Биография
Родился в семье мелкого торговца армянина. Начальное образование получил в 1-й Тифлисской гимназии вместе с Рубеном Катаняном и Владимиром Деканозовым, окончил её в 1907 году. В 1905 году вступил в партию большевиков.
С 1907 года жил в Санкт-Петербурге, где поступил в Санкт-Петербургский университет. Работал в Петербургской организации РСДРП(б) — был членом бюро райкома Петербургской стороны, представителем райкома на общегородской постоянной конференции. В сентябре 1907 года был избран членом Петербургского комитета РСДРП. Работал в Военной организации, в редакции газеты «Голос казармы», вёл агитацию среди солдат. В конце 1907 года был арестован за революционную деятельность.
В мае 1908 года эмигрировал в Бельгию, где, продолжив учёбу, получил диплом инженера. Участвовал в работе русских эмигрантских организаций, был членом социалистической Бельгийской рабочей партии и сотрудничал в её печатных изданиях.
Во время Первой мировой войны в 1915 году был арестован оккупационными властями и заключён в тюрьму города Аахен, где провёл 8 месяцев. Затем его перевели в лагерь для интернированных в Германии, впоследствии за неоднократные попытки побега был переведён в штрафной лагерь. В августе 1918 года после заключения Брестского мира он благодаря Адольфу Иоффе был освобождён немцами и вернулся в Россию.
С сентября 1918 до февраля 1919 года был заместителем председателя Московского губсовнархоза Инессы Арманд. Параллельно вёл партийную работу и сотрудничал в «Правде», публикуя статьи.
С 1920 года работал в органах НКВД. Начальник политического отдела в 1 Кавказской Красной Дикой кавалерийской дивизии. С ноября 1920 по август 1921 года был первым начальником Иностранного отдела (ИНО) ВЧК, после чего перешёл на работу в Наркомат иностранных дел (НКИД) РСФСР—СССР.

### На дипломатической службе
В период 1922—1937 годов занимал последовательно следующие должности: полномочный представитель РСФСР в Литве (февраль—сентябрь 1922), советник полномочного представительства РСФСР (и одновременно начальник резидентуры ОГПУ) в Китае, советник полномочного представительства СССР во Франции (1925—1927), полномочный представитель СССР в Персии (Иране) (август 1927 — сентябрь 1930), полномочный представитель СССР в Греции (сентябрь 1932 — март 1934), полномочный представитель СССР в Польше (с апреля 1934).
В 1929 году стал ректором Ленинградского политехнического института, который в это время был разделен на несколько отраслевых вузов. В 1930 году Давтян стал директором одного из них — Машиностроительного института, который возглавлял до января 1931 года. Второй муж оперной певицы Марии Максаковой.

### Арест и казнь
В 1937 году был отозван из Варшавы в Москву. Арестован 21 ноября 1937 года. Обвинён в участии в контрреволюционной террористической организации. Имя Давтяна было включено в сталинский расстрельный список, датированный 26 июля 1938 года (№ 41 в списке из 139-ти человек, под грифом «Москва-Центр»). На списке есть резолюции И. В. Сталина и В. М. Молотова. 28 июля 1938 года Военной коллегии Верховного суда СССР был приговорён к высшей мере наказания и в тот же день — расстрелян.
25 апреля 1957 года был посмертно реабилитирован.